# Hypothèse extraterrestre
«  HET (ufologie) » redirige ici. Pour les autres significations, voir HET.
Pour les articles homonymes, voir Hypothèse et Extraterrestre.
 (mars 2010).
Si vous disposez d'ouvrages ou d'articles de référence ou si vous connaissez des sites web de qualité traitant du thème abordé ici, merci de compléter l'article en donnant les références utiles à sa vérifiabilité et en les liant à la section « Notes et références ».
L'hypothèse extraterrestre (abrégé HET) est une expression qui appartient à la culture ufologique (l'étude des ovnis). Elle consiste à proposer d'interpréter certaines observations d'ovnis comme des manifestations d'une forme d'intelligence extraterrestre (abrégé IET). Pour beaucoup, la notion d'intelligence extraterrestre renvoie à des extraterrestre (ET) en chair et os, et l'HET, à l'idée que nous serions visités par des extraterrestres à bord de vaisseaux spatiaux. Mais cette conception est loin de rendre compte de la richesse et de la complexité des diverses interprétations de l'HET et des IET que l'on rencontre dans la littérature ufologique.

## Fondements de l'hypothèse
Les partisans de cette hypothèse tendent à considérer une partie des cas d'observation d'ovnis résistant aux explications en termes de phénomènes naturels ou artificiels connus comme pouvant être la manifestation d'IET plus anciennes et plus « développées » que nous.
Pierre Lagrange, sociologue des sciences et spécialisé dans l'étude des « parasciences », déclarait à ce sujet : « Derrière le terme « OVNI » se cache en fait toute une série de phénomènes différents. Pour construire une véritable problématique scientifique, il faudrait d'abord tenter de faire entrer chaque phénomène inexpliqué dans une catégorie précise. L'hypothèse extraterrestre serait l'une d'entre elles. Il y a encore peu de temps, on ne soupçonnait pas l'existence des farfadets, ces éclairs lumineux qui ont lieu dans la très haute atmosphère. La preuve que les soucoupes volantes sont des engins extraterrestres n'est pas encore acquise. Mais l'absence d'études sérieuses ne permet pas de faire avancer le sujet. » Quelques études menées par des organismes gouvernementaux  européens ou des associations d'études vont dans ce sens. Ce modèle est soutenu par quelques scientifiques connus pour leurs travaux sur le phénomène OVNI, tels Stanton Friedman, Jean-Jacques Velasco, Jean-Pierre Petit ou J. Allen Hynek. Ils sont néanmoins largement minoritaires au sein de la communauté scientifique, qui considère que l'hypothèse de visites extraterrestres de la Terre demeure non prouvée.
L'hypothèse extraterrestre est fondée en partie sur la possibilité de l'existence d'êtres extraterrestres dans l'Univers. Ses défenseurs tiennent compte pour cela des résultats de l'équation de Drake (suggérée par Frank Drake dans les années 1960 afin de tenter d'estimer l'espérance mathématique du nombre de civilisations extraterrestres dans notre galaxie avec qui nous pourrions entrer en contact), même si celle-ci est critiquée en raison de la grande marge d'erreur à l'heure actuelle pour chaque variable intervenant dans l'équation.
On part du principe que si l'homme est un produit naturel de l'évolution (non créé artificiellement ou préexistant), alors des entités semblables ou plus évoluées peuvent exister en de nombreux endroits de l'Univers, compte tenu du très grand nombre d'étoiles. Il s'agit simplement de multiplier le nombre d'étoiles dans l'univers par la probabilité pour qu'elles hébergent une civilisation dans leur orbite (cette probabilité est elle-même le produit de la probabilité pour que l'étoile ait des planètes, multipliée par la probabilité pour qu'une planète soit à la bonne distance de l'étoile, et encore d'autres paramètres). L'estimation actuelle du nombre d'étoiles dans l'univers observable est de 2×1023 soit deux cents trilliards d'étoiles (environ deux mille milliards de galaxies, notre propre galaxie, la Voie lactée, contenant environ trois cents milliards d'étoiles),,,. On donne généralement comme fourchette pour le nombre de civilisations existant probablement dans la galaxie : entre vingt et plusieurs millions.
Certains scientifiques (Peter Ward et Donald Brownlee dans leur livre Rare Earth) ajoutent encore des paramètres à l'équation (par exemple la probabilité d'avoir dans le système stellaire une planète comme Jupiter, jouant le rôle de bouclier à astéroïdes pour la planète abritant la vie ; ou encore une lune massive pour stabiliser l'axe de rotation) et concluent qu'une civilisation comme la nôtre pourrait dans ce cas être rare, ou unique.

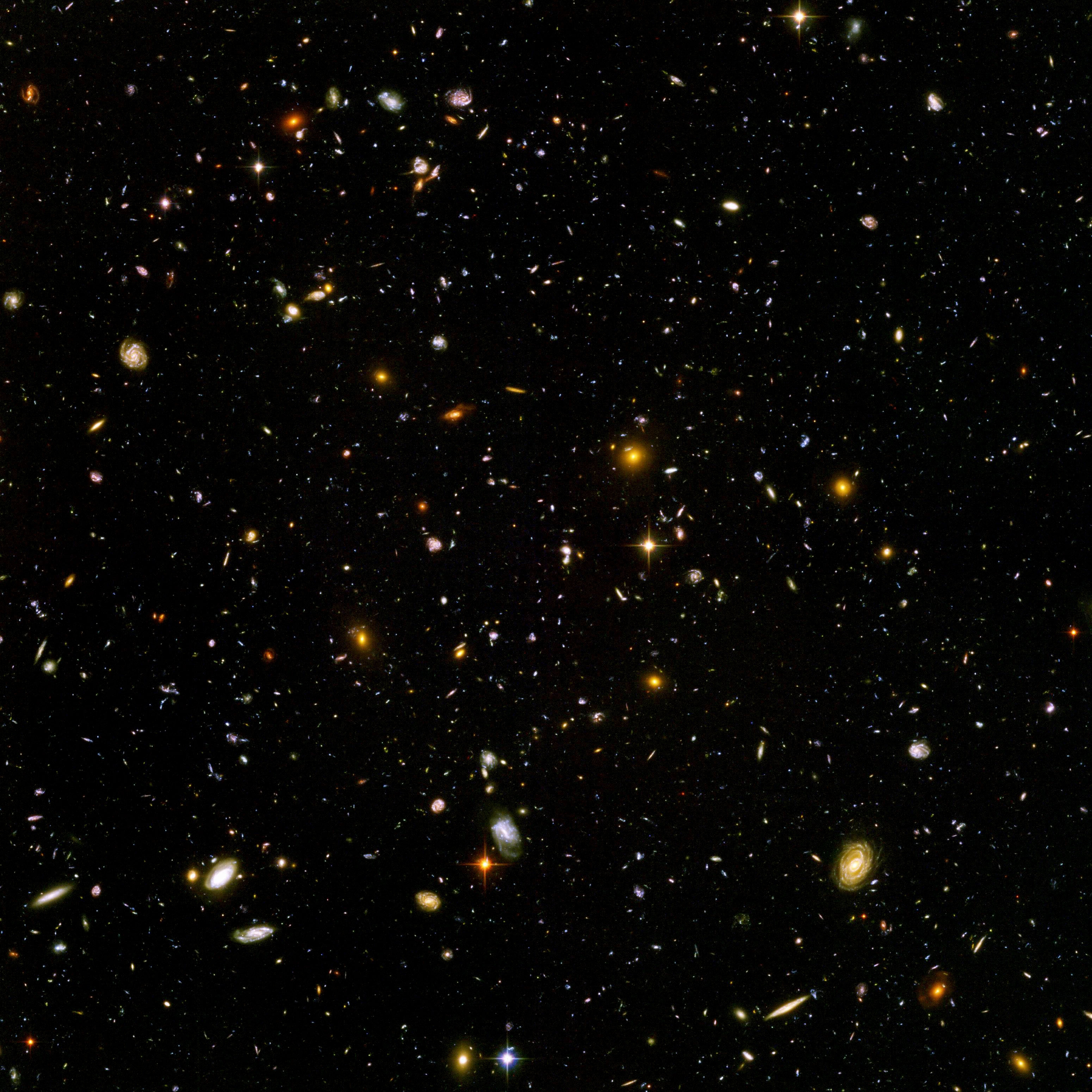
Vue sur plus de 10000 galaxies sur une photo composite, la plus lointaine jamais prise par Hubble, le champ ultra-profond de Hubble (septembre 2003-janvier 2004).

Mais si des civilisations plus avancées existent, cela ne signifie pas qu'elles peuvent nous rendre visite. La théorie de la relativité montre en effet qu'il existe une vitesse limite (la vitesse de la lumière), et même si la contraction des durées (dont l'exemple le plus célèbre est le Paradoxe des jumeaux) montre que pour le voyageur, le temps de parcours peut être bien plus bref, cela ne rend pas forcément une exploration à grande échelle possible. Les partisans de l'HET soulignent que la relativité restreinte n'est pas nécessairement une théorie complète de l'Univers et que le niveau des connaissances technologique humaines actuelles ne permet raisonnablement pas de juger ces voyages impossibles. D'autres scientifiques considèrent qu'il est scientifiquement possible de contourner l'inapplicabilité du dépassement de vitesse de la lumière tout en respectant la relativité restreinte (vitesse supraluminique, pour l'heure en théorie seulement) en utilisant le concept de trou de ver, la métrique d'Alcubierre ou la théorie de Heim.
Mais l'hypothèse extraterrestre s'appuie surtout sur les témoignages, les traces radars, l'apparente « nature intelligente » du phénomène et les performances alléguées des ovnis. Depuis quelques années, des interrogations sont nées en raison des similarités entre la magnétohydrodynamique (en particulier avec les caractéristiques de l'accélération MHD) et les capacités alléguées des ovnis. En effet, un tel mode de propulsion est caractérisé, entre autres, par l'absence de bruit ou de « bang » supersonique, des accélérations brutales et une « luminosité » de l'objet due à l'ionisation du fluide alentour par des micro-ondes. Ces caractéristiques de la propulsion MHD sont typiques de la plupart des observations d'ovnis et selon une minorité de scientifiques ce serait la preuve que le phénomène OVNI est une manifestation d'une civilisation extraterrestre utilisant la MHD comme mode de propulsion « intrafluidique », c'est-à-dire dans l'air ou dans l'eau (la MHD ne fonctionnant que dans un fluide,).
Il existe différentes interprétations de l'hypothèse extraterrestre des ovnis, depuis ceux qui les considèrent comme de simples vaisseaux spatiaux explorant ponctuellement la Terre à ceux qui envisagent le phénomène ovni comme l'expression d'une présence permanente d'une population extraterrestre sur notre planète.
- Le courant « explorateur » : plusieurs ufologues de renom comme Jean-Jacques Velasco ou le capitaine Edward J. Ruppelt avancent la théorie que les ovnis seraient des vaisseaux interstellaires appartenant à une civilisation d'origine extraterrestre qui viendrait régulièrement surveiller et étudier la Terre et ses habitants. La technologie extrêmement avancée, ainsi que le niveau intellectuel élevé des occupants de ces vaisseaux expliquerait notre impossibilité à comprendre ce phénomène.

- Le courant « conspirationniste » : ce courant, défendu notamment par Bob Lazar ou Bill Cooper, avance qu'une présence massive d'extraterrestres sur notre planète est d'ores et déjà une réalité et a été rendue possible grâce à la complicité de certains gouvernements terriens (notamment américain). Ces extraterrestres pourraient pratiquer en toute impunité diverses opérations sur Terre (enlèvements d'humains et pose d'implants, mutilations de bétail) en échange de dons de technologie profitant aux gouvernements complices. Les partisans de ce courant considèrent l'opacité des forces armées vis-à-vis du phénomène ovni comme une preuve du bien-fondé de leur théorie.

- Le courant « globaliste » : les défenseurs de cette thèse n'envisagent pas le phénomène OVNI comme de simples vaisseaux interstellaires construits en « dur » mais plutôt comme un vaste système d'expérimentations globales par l'entremise desquelles une intelligence extraterrestre tenterait d'étudier et/ou de communiquer avec l'humanité. Reprenant des symboles inspirés de notre culture, cette « conscience extraterrestre » tenterait d'exprimer sa présence par des évènements volontairement ramenés à notre niveau intellectuel. Cette théorie explique ainsi l'aspect aberrant, voire absurde que peuvent parfois prendre certaines apparitions d'ovnis ou d'entités extraterrestres et permet de mettre le phénomène OVNI en cohérence avec le paradoxe de Fermi. Le célèbre ufologue français Jacques Vallée s'est déjà prononcé pour une telle interprétation du phénomène.

## L'hypothèse de non-ingérence

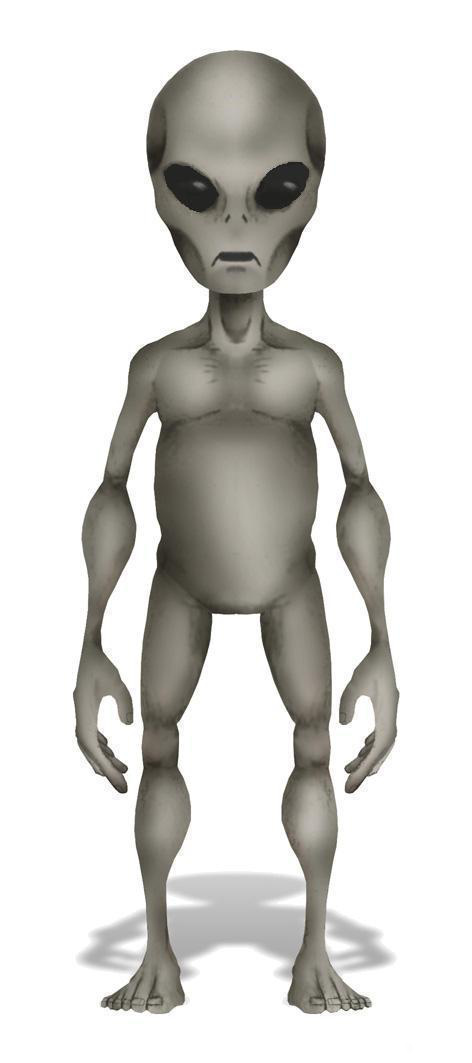
Vue d'artiste d'un extraterrestre humanoïde (Petit-Gris).

Cette hypothèse initialement intitulée l'hypothèse du zoo galactique par John A. Ball est une des hypothèses avancées en réponse au Paradoxe de Fermi, au sujet de l'apparente absence d'évidence de l'existence d'une vie extraterrestre. Pour les partisans de cette hypothèse, les extraterrestres existeraient bien et seraient assez avancés technologiquement pour pouvoir communiquer et entrer en contact avec nous. Néanmoins, rien ne permet de dire que ces visiteurs souhaitent vraiment être connus de manière évidente trop rapidement. En effet, l'avance qui permettrait à une civilisation « de Fermi » de nous connaitre suppose une évidente maturité du voyage, des explorations et des rencontres. Elle implique sans doute aussi un niveau de connaissances et une différence, peut-être inimaginables pour nous, dans les domaines technique, technologique, culturel, spirituel même. Ils pourraient donc se contenter de nous observer de loin, sans essayer d'interagir avec nous, de la même façon que tout contact est désormais interdit avec certaines tribus de l'Amazonie pour ne pas les perturber et, à terme, les détruire. C'est ce qui risquerait probablement de se produire pour nos civilisations en cas de contact brutal avec des extraterrestres.
En 1973, John A. Ball, proposa « l'hypothèse du zoo galactique » dans la revue Icarus, une revue internationale sur les études du système solaire. En tant que radioastronome affecté au Harvard-Smithsonian Center for Astrophysics, il avança très sérieusement l'idée que la Terre était un « zoo » et que des extraterrestres étaient chez nous, déjà occupés à nous observer.

## Variantes de l'HET
- Jean-Jacques Velasco émet l'hypothèse que les vaisseaux spatiaux extraterrestres sont spécialement attirés par les bases militaires et les centres de recherches nucléaires.

- Plusieurs auteurs (Jean-Pierre Petit, Auguste Meessen, etc.) postulent que les vaisseaux spatiaux extraterrestres se déplacent dans notre atmosphère en utilisant une technologie magnétohydrodynamique.

- Plusieurs auteurs défendent l'idée que les visites extraterrestres de notre planète remontent à l'aube de l'humanité, voir à ce sujet la théorie des anciens astronautes.

- Jean Sider, considère que les extraterrestres ont pu visiter notre planète par le passé, influençant alors l'évolution de l'humanité. Ce genre de théorie, posant que l'évolution ne peut pas rendre compte seule (sans intervention extérieure) de l'apparition des êtres humains, rapproche l'ufologie de la théorie du dessein intelligent, la version moderne du créationnisme.

- Certains auteurs envisagent que les agroglyphes (ou crop circles en anglais) seraient créés par des émissions de micro-ondes. Il n'y a cependant pas de consensus sur le fait que ces micro-ondes seraient la création de programmes militaires top-secret ou de vaisseaux spatiaux extraterrestres.

- Au fil des siècles -et des « théories »- diverses dénominations et concepts ont été attribués aux « entités » n'appartenant pas au groupe HET : esprits chamaniques, djinns et autres incubes et succubes des religions monothéistes, fées des folkloristes celtes -surtout anglo-saxons-, élémentaux des spirites, noosphère de Pierre Theilhard de Chardin, Dero / Tero de Richard Sharpe Shaver et Ray Palmer, étoile du berger, feux follets, foudres en boule et autres ballons sondes, time patrol de Poul Anderson, multiversalité (par univers parallèles) de Hugh Everett, flyers de Carlos Cesar Salvador Arana Castaneda et don Juan Matus, ultraterrestres de Alva John Kiehle (John A. Keel), lumières sismiques de Paul Devereux, force de contrôle de Jacques Vallée, cerveau global gaïen de Peter Russel, mundus imaginalis de Henri Corbin, archontes de John Lash, théocrates de Kyle Griffith et Gerry Zeitlin, conscience globale planétaire de Roger Nelson[12], matrice transhumaniste de Nick Bostrom...

- Plusieurs auteurs ont postulé une hypothèse intraterrestre, soit la possibilité que les ovnis proviennent du centre de notre planète, y disparaissent où se réfugient dans des bases souterraines ou alors dans un espace en rapport avec l'hypothèse de la Terre creuse[13]. À la fin des années 1950, Henrique Jose de Souza, président de la société théosophique brésilienne, émit la théorie que les ovnis provenaient de l'Agartha, soit de l'intérieur de la Terre[14]. Walter Siegmeister, dans son livre Flying Saucers From The Earth's Interior, expose la même théorie[15]. L'Opération Highjump a donné lieu à diverses théories postulant l'hypothèse intraterrestre[16], au moyen du carnet de vol de l'amiral Richard Byrd[17].

Les théories de la Terre Creuse, composantes de l'hypothèse intraterrestre.

## Critiques de l'HET
Il est extrêmement important de distinguer l'idée qu'il y ait de la vie extraterrestre dans l'espace profond de l'hypothèse extraterrestre, qui soutient que des extraterrestres humanoïdes possédant des vaisseaux spatiaux et une technologie largement supérieure à la nôtre visitent quotidiennement la Terre. Les organisations de sceptiques considèrent que ce n'est pas parce qu'il existe très certainement de la vie dans l'espace profond qu'il existe un nombre significatif de races humanoïdes qui ont développé une technologie permettant des voyages intersidéraux et qui nous visitent sur Terre, sans pour autant établir un réel premier contact. La probabilité de l'existence de la vie dans l'espace n'implique pas nécessairement de nombreuses et régulières visites extraterrestres de la Terre. Une partie des sceptiques, dite modérée, ne rejette pas catégoriquement l'HET, mais refuse simplement de se prononcer pour ce qui est des cas inexpliqués.
Plusieurs points contestent l'hypothèse extraterrestre en tant qu'explication rationnelle du phénomène OVNI :
- Le premier est l'absence de preuves conclusives de l'existence de visites extraterrestres de la Terre. L'HET est essentiellement spéculative, car les éléments en sa faveur sont principalement anecdotiques (témoignages, indices, etc.). Ce n'est pas parce qu'il est possible que des formes de vie existent dans l'Espace Profond qu'il s'en trouve forcément qui visitent notre planète. Les deux hypothèses sont indépendantes l'une de l'autre : il ne faut pas faire un glissement logique non justifié de l'une à l'autre, ou raisonnement fallacieux basé sur un « argument d'ignorance »[18]. Scientifiquement, si on ne peut pas expliquer quelque chose, tout ce qu'on peut en conclure, c'est qu'on ne sait pas l'expliquer. C'est bien pour cela qu'on parle d'hypothèse extraterrestre et pas de thèse extraterrestre.

- La physique moderne et, notamment, la théorie de la relativité d'Albert Einstein interdisent tout déplacement à une vitesse supérieure à la vitesse de la lumière. Dans ce cadre, tout voyage interstellaire serait quasiment impossible, le moindre voyage entre deux systèmes planétaires pouvant prendre plusieurs centaines d'années. Bien que pour les passagers voyageant à des vitesses proches de la vitesse de la lumière, les effets relativistes réduiraient considérablement la durée vécue du voyage.

- Le paradoxe de Fermi part du principe que s'il y avait des civilisations extraterrestres en abondance dans l'espace, l'une d'elles aurait dû venir sur Terre avant même l'apparition de l'être humain. L'absence de traces d'une telle visite conduit Fermi à demander « Où sont-ils ? ». Les diverses hypothèses invoquées pour réfuter ce paradoxe sont considérées comme spéculatives par les sceptiques, car non fondées sur des observations concrètes, comme celles recherchées en vain par le programme SETI jusqu'à aujourd'hui. Selon eux, le paradoxe tient jusqu'à preuve du contraire. Si les civilisations extraterrestres abondaient dans l'espace (un univers à la Star Trek), on devrait littéralement crouler sous les preuves concluantes. Nous devrions avoir sur la Terre des artefacts extraterrestres provenant de nombreuses visites, nous devrions avoir des extraterrestres présents de manière évidente (Premier Contact) parmi nous, et ce depuis l'aube de la civilisation humaine. Ce paradoxe n'est un paradoxe que parce qu'il exclut le phénomène ovni comme manifestation visible des civilisations extraterrestres et qu'il suppose qu'on devrait crouler sous les preuves et artefacts. Or un voyage interstellaire nécessite, s'il est possible, une maîtrise technologique très en avance sur la nôtre et on peut supposer peu commune, donc pas si fréquente que supposé. Plus généralement, l'absence de preuve ne peut être considérée comme la preuve de l'absence.

- L’hypothèse du zoo de Ball est d'abord très spéculative et ne repose sur aucun fait concret. Elle peut être d'ailleurs considérée comme assez anthropomorphique, attribuant à des extraterrestres des intentions finalement assez humaines. Il s'agit d'une hypothèse ad hoc utilisée pour préserver une vision de l'univers où les civilisations abondent, et ce malgré l'absence d'éléments empiriques allant dans ce sens. De plus s'il existait de nombreuses civilisations extraterrestres avancées et capables d'entrer en contact avec nous, comme l'équation de Drake pourrait nous le faire croire, il semble assez improbable que toutes respecteraient à la lettre cette règle de non-ingérence, et la probabilité qu'une civilisation la transgresse et se manifeste à nous est grande. Enfin, même si cette règle était respectée à l'échelle d'une civilisation, la probabilité pour qu'un individu ou un groupe d'individus la transgresse sciemment est grande. De même, elle ne pourrait empêcher la visite d'individus égarés.

- Le comportement parfois aberrant, voire absurde des ovnis ou de leurs prétendus occupants contredit formellement le schéma classique d'explorateurs venus étudier scientifiquement un monde inconnu. Les ufologues opposent à ce type de raisonnement que les schémas classiques invoqués par les sceptiques sont des modèles prédictifs dont la validité universelle reste à démontrer.

## Éléments en défaveur de l'HET
Depuis les années 1960 pour SETI et depuis le 17 mai 1999 pour SETI@home, aucune preuve d'intelligence extraterrestre n'a pu être établie.